# Bistum Iringa
Das Bistum Iringa (lat.: Dioecesis Iringaënsis) ist eine in Tansania gelegene römisch-katholische Diözese mit Sitz in Iringa.

## Geschichte
Das Bistum Iringa wurde am 3. März 1922 durch Papst Pius XI. mit der Apostolischen Konstitution Quae rei aus Gebietsabtretungen des Apostolischen Vikariates Daressalam als Apostolische Präfektur Iringa errichtet. Am 28. Januar 1935 gab die Apostolische Präfektur Iringa Teile ihres Territoriums zur Gründung der Apostolischen Präfektur Dodoma ab. Die Apostolische Präfektur Iringa wurde am 8. Januar 1948 durch Papst Pius XII. mit der Apostolischen Konstitution Digna sane zum Apostolischen Vikariat erhoben.
Am 25. März 1953 wurde das Apostolische Vikariat Iringa durch Pius XII. mit der Apostolischen Konstitution Quemadmodum ad Nos zum Bistum erhoben und dem Erzbistum Daressalam als Suffraganbistum unterstellt. Das Bistum Iringa gab am 16. Februar 1968 Teile seines Territoriums zur Gründung des Bistums Njombe ab. Am 18. November 1987 wurde das Bistum Iringa dem Erzbistum Songea als Suffraganbistum unterstellt. Am 21. Dezember 2018 wurde es dem Erzbistum Mbeya als Suffraganbistum unterstellt. Das Bistum Iringa gab am 22. Dezember 2023 Teile seines Territoriums zur Gründung des Bistums Mafinga ab.

## Ordinarien

### Apostolische Präfekten von Iringa
- Francesco Cagliero IMC, 1922–1935
- Attilio Beltramino IMC, 1936–1948

### Apostolische Vikare von Iringa
- Attilio Beltramino IMC, 1948–1953

### Bischöfe von Iringa
- Attilio Beltramino IMC, 1953–1965
- Mario Epifanio Abdallah Mgulunde, 1969–1985, dann Erzbischof von Tabora
- Norbert Wendelin Mtega, 1985–1992, dann Erzbischof von Songea
- Tarcisius Ngalalekumtwa, 1992–2025
- Romanus Elamu Mihali, seit 2025